# Jürgen Walter (Radsportler)

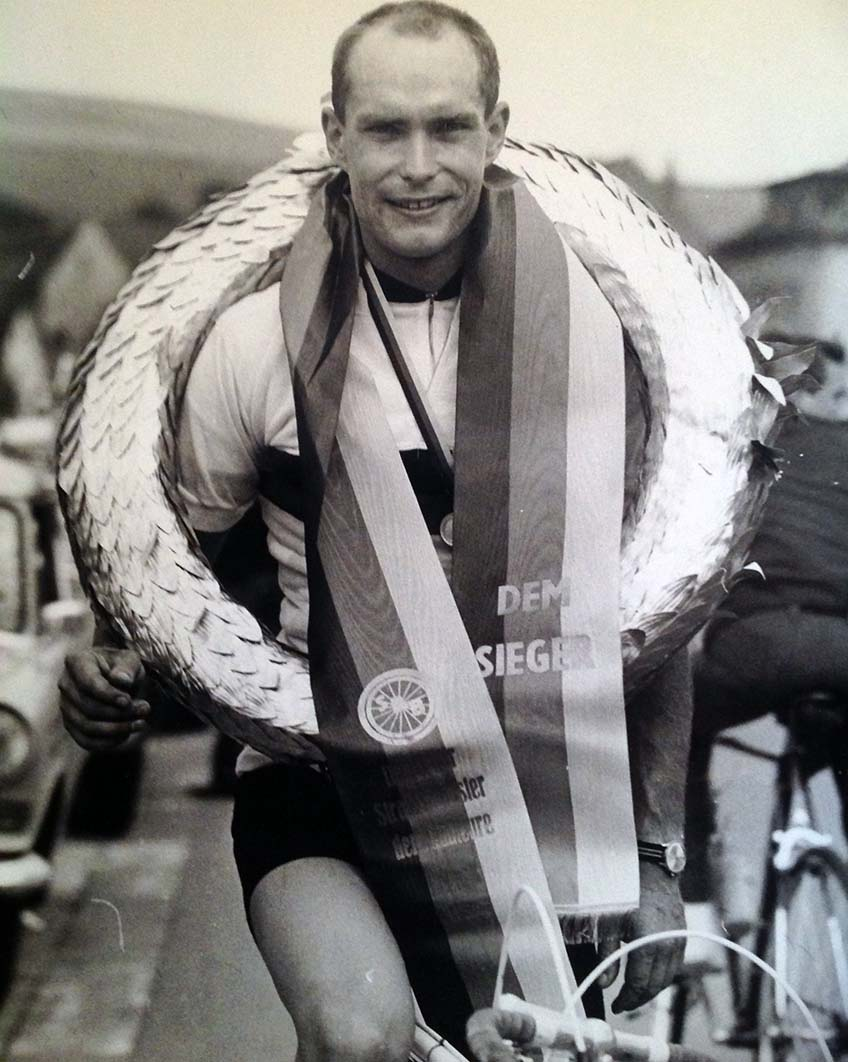
Jürgen Walter als Deutscher Meister 1967

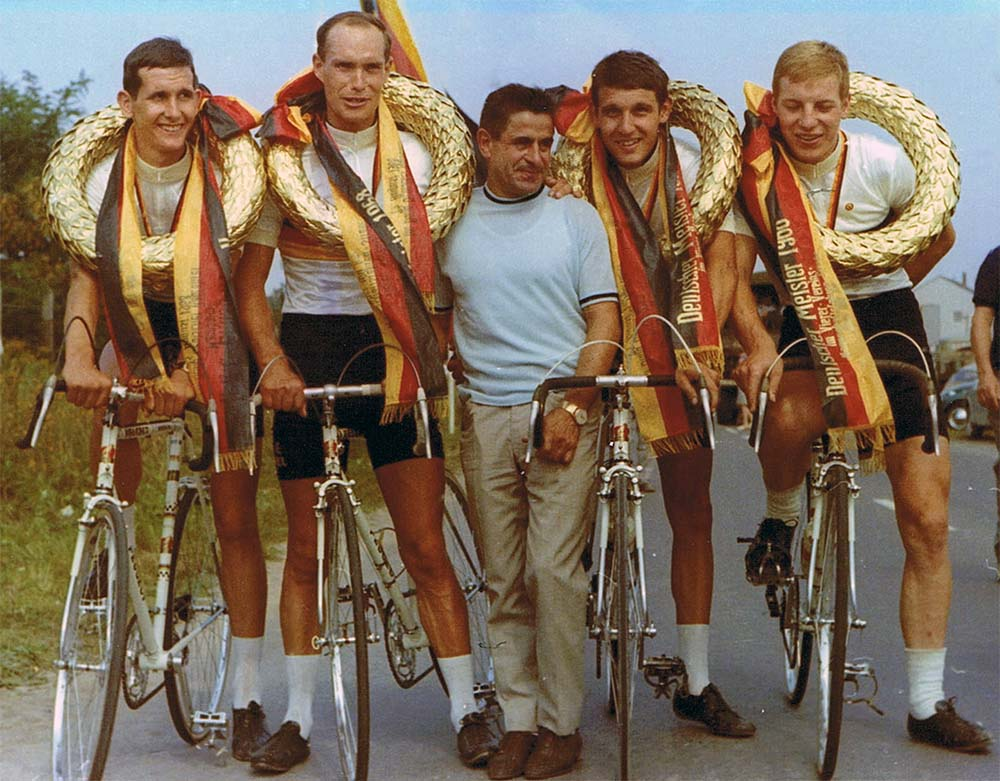
RRC Endspurt Mannheim – Deutsche Meister im Mannschaftszeitfahren 1968 – v. l. n. r. Algis Oleknavicius, Jürgen Walter, Karl Ziegler (Trainer), Jürgen Tschan und Dieter Leitner

Jürgen Walter (* 6. Februar 1940 in Deutsch Krone) ist ein ehemaliger deutscher Radrennfahrer. Er ist zweifacher Deutscher Meister.

## Laufbahn
Jürgen Walter begann 1954 mit dem Radsport in Schwerin. Als Jugendfahrer in der DDR gewann er 22 Rennen. 1958 flüchtete er mit seinen Eltern aus der DDR nach Hamburg. 1961 gewann er in Lebach überraschend den wichtigsten deutschen Einzel-Titel.
1964 ging er zur RG Hamburg. In den folgenden vier Jahren bis 1967 wurde er auf der Bahn und Straße achtmal Hamburger Meister. Er kam 1966 in die Nationalmannschaft des Bundes Deutscher Radfahrer und war Teilnehmer der Vorolympischen Spiele in Mexiko-Stadt. 1967 wurde er Deutscher Meister im Straßenrennen und führte die Rangliste der deutschen Straßenamateure an. Im gleichen Jahr nahm er an der Internationalen Friedensfahrt, die von Warschau über Ost-Berlin nach Prag führte, an der Rheinland-Pfalz-Rundfahrt, der Straßenweltmeisterschaft in Heerlen und der Mexiko-Rundfahrt teil. Durch seine sportlichen Erfolge wurde Karl Ziegler auf ihn aufmerksam und holte ihn 1968 zum RRC Endspurt Mannheim, mit dem er die Deutsche Meisterschaft im Mannschaftszeitfahren 1968 in deutscher Rekordzeit errang. Er gewann im gleichen Jahr das bedeutendste Straßenrennen in Dänemark „Spinlon løbet“, u. a. vor dem späteren Amateurweltmeister Leif Mortensen.

## Berufliches
Walter war beruflich in Hamburg als Kraftfahrzeug-Meister tätig. Zuvor war er als Machinist einige Jahre zur See gefahren.